# Campionat del Món de Supersport 300
El Campionat del Món de Supersport 300 (oficialment, en anglès, Supersport 300 World Championship i abreujat WorldSSP300) és un campionat de motociclisme de velocitat per a motocicletes de producció. Creat el 2017, el campionat funciona com a categoria de suport del Campionat del Món de Superbike.

## Història
El campionat va néixer el 2017 com a substitut de la categoria de l'European Junior Cup i del Campionat d'Europa de Superstock 600 que varen funcionar com a bressol de les futures estrelles de Superbike fins al 2016. Aquest nou campionat té estatus de campionat del món reconegut per la FIM. Com passava amb el seu predecessor, el campionat es desenvolupa conjuntament amb el Campionat del Món de Superbike i el Campionat del Món de Supersport, però només a les rondes europees.

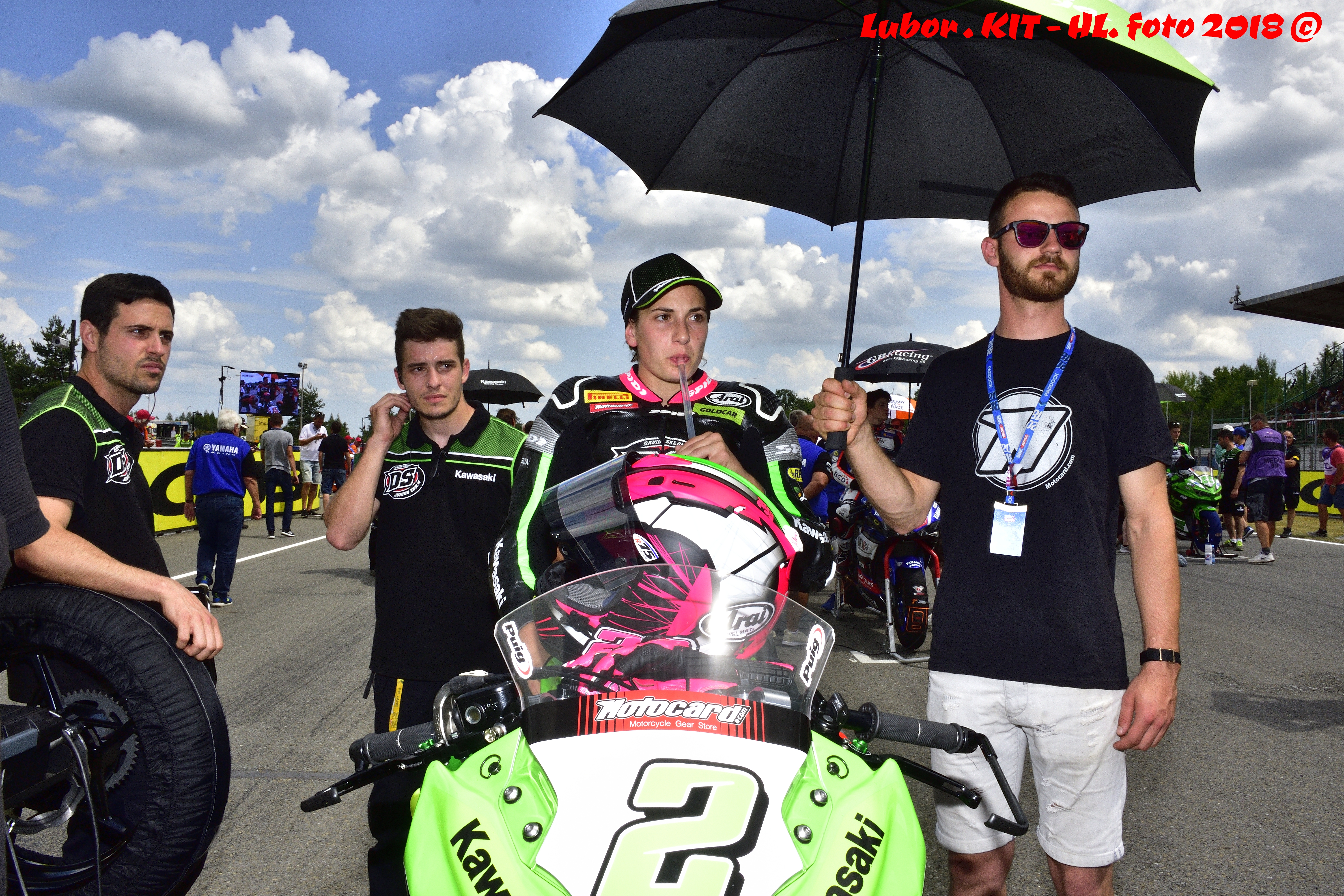
Ana Carrasco a Brno amb la Kawasaki durant el campionat del 2018

L'objectiu d'aquesta categoria és crear una plataforma que permeti pujar a Superbike d'una manera accessible i amb una igualtat mecànica que permeti a tots els pilots de tenir les mateixes opcions de victòria. El campionat es va estrenar el 2 d'abril del 2017 al MotorLand Aragón, en una cursa que va comptar amb 37 pilots i que va guanyar Scott Deroue. El català Marc Garcia va ser el primer campió del món de Supersport 300 després de superar l'italià Alfonso Coppola per un sol punt.
El 30 de setembre del 2018, Ana Carrasco, que un any abans havia estat la primera dona a guanyar una cursa del campionat, es va convertir en la primera campiona del món femenina de la història del motociclisme de velocitat.
La temporada del 2019, per tal d'afrontar la gran llista d'inscrits causada per l'èxit de l'edició anterior, la FIM va dividir les sessions d'entrenaments i les qualificacions en dos grups, els quals servien per a seleccionar els 30 millors de cara a la cursa de diumenge. El campionat ha destacat per l'estreta competència entre els participants, la qual ha estat considerada perillosa pel risc que els pilots es colpegin o atropellin en cas de caiguda.

## Reglamentacions
Segons el reglament aprovat per la FIM, els pilots han de tenir almenys quinze anys per a participar-hi. Tot i ser un campionat del món, no se n'ha fet mai cap cursa fora d'Europa.
Les motocicletes permeses no són exclusivament de 300 cc de cilindrada, de manera que el pes mínim i les revolucions per minut (rpm) varien per a cada model. A partir del Gran Premi d'Aragó del 2018, els límits imposats per la FIM són els següents:
- KTM RC 390 R, motor monocilíndric, pes mínim de 136 kg, límit 10.450 rpm
- Yamaha YZF-R3, motor bicilíndric, pes mínim de 140 kg, límit de 13.100 rpm
- Kawasaki Ninja 400, motor bicilíndric, pes mínim de 150 kg, límit de 10.850 rpm
- Honda CBR500R, motor bicilíndric, pes mínim de 143 kg, límit de 11.200 rpm

## Llista de campions
A 21 de novembre de 2024

### Campionat de pilots
| Any  | Pilot               | Punts | Moto               | Equip                      |
| ---- | ------------------- | ----- | ------------------ | -------------------------- |
| 2017 | Marc Garcia         | 139   | Yamaha YZF-R3      | Halcourier Racing          |
| 2018 | Ana Carrasco        | 93    | Kawasaki Ninja 400 | DS Junior Team             |
| 2019 | Manuel González     | 161   | Kawasaki Ninja 400 | Kawasaki ParkinGO Team     |
| 2020 | Jeffrey Buis        | 221   | Kawasaki Ninja 400 | MTM Kawasaki Motoport      |
| 2021 | Adrián Huertas      | 255   | Kawasaki Ninja 400 | MTM Kawasaki               |
| 2022 | Álvaro Díaz         | 239   | Yamaha YZF-R3      | Arco Motor University Team |
| 2023 | Jeffrey Buis        | 207   | Kawasaki Ninja 400 | MTM Kawasaki               |
| 2024 | Aldi Satya Mahendra | 221   | Yamaha YZF-R3      | Team BrCorse               |

### Campionat de fabricants
| Any  | Fabricant | Punts | Moto               |
| ---- | --------- | ----- | ------------------ |
| 2017 | Yamaha    | 196   | Yamaha YZF-R3      |
| 2018 | Kawasaki  | 176   | Kawasaki Ninja 400 |
| 2019 | Kawasaki  | 216   | Kawasaki Ninja 400 |
| 2020 | Kawasaki  | 335   | Kawasaki Ninja 400 |
| 2021 | Kawasaki  | 381   | Kawasaki Ninja 400 |
| 2022 | Yamaha    | 344   | Yamaha YZF-R3      |
| 2023 | Kawasaki  | 342   | Kawasaki Ninja 400 |
| 2024 | Kawasaki  | 332   | Kawasaki Ninja 400 |